# Segunda batalla de Al Quseir
La segunda batalla de Al Quseir comenzó el 19 de mayo de 2013, como parte de la Ofensiva de Al-Quseir, lanzada en abril de ese año por las tropas del ejército gubernamental de Siria, con apoyo de Hezbolá. El objetivo de dicha operación era recapturar la ciudad de Qusair y sus alrededores, ya que constituía una importante línea de abastecimiento tanto para los rebeldes que estaban asediando la ciudad de Homs como para el gobierno, dado que se halla justo entre Damasco y la costa (ambos bastiones del gobierno).
Antes del inicio de la ofensiva, la Fuerza Aérea había lanzado panfletos en los que se alertaba a la población de la inminente avanzada gubernamental. Esto condujo a que miles de civiles abandonaran la urbe, aunque unos 25 000 se quedaron. El general Salim Idris, del Ejército Libre Sirio (ELS), advirtió sobre una «masacre» si el ejército sirio y Hezbolá ingresaban a Al Quseir.
Durante los últimos días de la batalla, Hezbolá y los rebeldes negociaron un plan de retirada, en el que se les proveía salvoconducto tanto a estos últimos como a los civiles. El 5 de junio, las fuerzas gubernamentales y Hezbolá se hicieron con la totalidad de la ciudad, mientras se retiraban los últimos contingentes rebeldes.

## Desarrollo

### Primera semana
El 19 de mayo, tras de dos días de calma, al-Qusair fue objeto de bombardeos aéreos y ataques con artillería y morteros. Alrededor de 20 personas, entre ellas 11 rebeldes, murieron durante las primeras horas. Ese mismo día, las fuerzas leales irrumpieron en la ciudad desde varias direcciones. Los intensos combates se concentraron en las entradas a la urbe. Los helicópteros fueron grabados mientras bombardeaban un barrio ya de por sí destruido, y el vídeo fue subido a Internet. Se reportaron enfrentamientos en nueve puntos en y alrededor de al-Qusayr durante el día.
Las tropas gubernamentales ingresaron al centro de la ciudad más tarde, tomando la plaza principal y la municipalidad, según una fuente militar. Un militante opositor negó que el bando leal hubiera hecho avance alguno y afirmó que la municipalidad ya había sido destruida seis meses antes. También informó de que 17 casas habían sido destruidas en los bombardeos de la mañana. Sin embargo, sobre el final del día, otro opositor confirmó el Ejército había capturado el edificio de la municipalidad y se habían hecho con el control del 60% de la ciudad.
Las fuerzas progubernamentales habían atacado desde el sur, este y noreste. Según un soldado, después de duros combates, se apoderaron rápidamente la parte sur de la ciudad, la municipalidad y los edificios cercanos, antes de avanzar hacia la periferia occidental. Durante la operación hubo que desactivar minas y bombas colocadas por los rebeldes en las entradas a la ciudad. El ataque pareció sorprender a los rebeldes, ya que estos esperaban que el Ejército penetrara desde el norte, atacando varias localidades en manos rebeldes antes de asaltar la propia ciudad. 
Hezbolá desplegó sus fuerzas desde la zona de Al Tal, al oeste del río de Assi, desde donde tenía una posición con vistas a lo largo de al-Qusayr. Varios combatientes rebeldes acusaron a algunos de sus comandantes de huir de la zona de Al Tal después de haber comprado su salida de al-Qusayr, justo antes de que el asalto a la ciudad comenzara. Según los informes, muchos combatientes lograron romper el cerco, escapando a través de una ruta secreta hacia Josías y las montañas de Qalamoun, en el sur. Sin embargo, las fuerzas leales habían descubierto la ruta de escape casi una semana antes y la bloquearon, matando e hiriendo a unos 30 combatientes. El ELS afirmó que el comandante que lideraba a Hezbolá al-Qusayr era Mustafa Badreddine, acusado de haber participado en el asesinato del ex primer ministro libanés Rafik Hariri. «Se ha confirmado que Mustafa Badreddine está presente en la parte frontal de Qusayr, donde lidera las operaciones de Hezbolá», rezaba el comunicado.
Un combatiente de Hezbolá aseguró que sus fuerzas habían despejado dos tercios de al-Qusair y se movían hacia la parte norte de la misma, cuando los rebeldes atacaron por la retaguardia. La milicia libanesa sufrió una varias bajas, muchas de ellas por disparos en al espalda. Más tarde, un análisis realizado por Associated Press determinó que el bando leal se había hecho con más de la mitad de la ciudad a pocas horas del inicio de la batalla, precisamente las regiones del sur y el este de al-Qusair, mientras que los rebeldes permanecieron atrincherados en el norte y oeste.
En el segundo día de la batalla, los medios estatales afirmaban que se había restaurado la estabilidad en el este de la ciudad, y que todavía se estaban buscando terroristas remanentes en algunas partes del norte y el este. Las zonas que se reportaron como bajo control del bando leal fueron: «El área del estadio local, algunas partes de la zona occidental, la municipalidad, el centro cultural, la iglesia, la rotonda al-Baladiya y área de al-Ghitta.» Una fuente opositora informó que Hezbolá había sufrido 28 bajas ese día, y que los combates se concentraban en la parte norte de la urbe.
El OSDH reportó que el ejército había rodeado al-Dab'a, al norte de la ciudad, y que existían informes contradictorios sobre si el ejército combatía dentro de al-Qusair o no. Sin embargo, otros reportes confirmaban que el bando leal estaba concentrando sus fuerzas en el oeste con el fin de sitiar la ciudad. Además, las fuerzas progubernamentales intentaban recapturar la base aérea.
Un militante afirmó que el ejército y Hezbolá habían sido empujados hasta sus posiciones iniciales. Por otro lado, un portavoz del ELS señaló que los esfuerzos de las fuerzas leales por entrar a al-Qusayr estaban siendo bloqueados por los rebeldes, y acusó al gobierno de llevar a cabo una política de tierra quemada en la batalla. Simultáneamente, otro militante opositor aseguró que el ejército había capturado la municipalidad y el centro de la ciudad, y que la mayoría de las unidades rebeldes habían sido expulsadas de la urbe. Un corresponsal de Reuters en Beirut también afirmó que buena parte de la ciudad estaba en poder del ejército.
En el tercer día de la batalla, refuerzos de élite de Hezbolá llegaron a al-Qusayr tras cruzar la frontera con Líbano. El OSDH reportó que, para este punto, buena parte de la ciudad había sido destruida. También confirmó por primera vez que se estaban produciendo enfrentamientos dentro de la urbe. Los combatientes de Hezbolá ya no actuaban como infantería convencional, sino que se dividieron en células y llevaron a cabo una guerra de guerrillas, rol para el cual habían sido originalmente entrenados.
Un funcionario del Departamento de Estado de EE. UU. afirmó —citando varias fuentes rebeldes— que existía la presencia de soldados iraníes, sin aclarar su participación o no en los combates.
El 22 de mayo, el presidente de la Coalición Nacional Siria, George Sabra, realizó un llamado en el que pedía el envío de refuerzos a al-Qusayr, declarando: «Todo aquel que tenga armas o municiones debería enviarlas a Qusair o a Homs para fortalecer su resistencia.» La Brigada al-Tawhid envió 30 vehículos desde Alepo. Más tarde, un representante de dicha brigada afirmó que más de 300 unidades de apoyo habían llegado a al-Qusayr, añadiendo que se habían enviado una ambulancia, un cañón antiaéreo y municiones. El OSDH reportó que el ejército había emboscado a una columna de refuerzos provenientes de la localidad de Ind Shamseen, con un saldo de dos rebeldes muertos. Días después, un militante opositor negó que los rebeldes hubieran recibido apoyo alguno, y declaró que «nadie está ayudando a al-Qusayr más que sus propios hombres».
Una fuente rebelde afirmó que el bando leal había cortado la mayor parte de las líneas de abastecimiento rebeldes hacia al-Qusayr, y otras reafirmaban que las fuerzas del gobierno se habían hecho con el 60% de la ciudad. Por otro lado, un funcionario del gobierno comentó a la Associated Press que tenían bajo su poder el 80% de la misma. Otras fuentes opositoras afirmaron que el ejército controlaba el 40%, mientras que los rebeldes retenían el centro y el oeste.
Las tropas del gobierno avanzaban con cautela en medio de intensos combates que, en gran medida, destruyeron la ciudad. La moral de los soldados creció tras el anuncio de la muerte de Abu Omar, un comandante del Frente al-Nusra. Los mandos militares reportaron que la batalla por al-Qusayr estaba aún lejos de terminar y que tomaría una semana más recapturar la parte norte de al-Qusayr, donde los rebeldes se habían atrincherado. Mientras tanto, el bando opositor retenía la base aérea de al-Dabaa. Se informó que el Ejército había descubierto túneles rebeldes que conectaban diversas áreas alrededor de la ciudad. La moral también fue alta entre los combatientes de Hezbolá, a pesar de la gran cantidad de bajas que sus filas había sufrido.
El 24 de mayo, los rebeldes lanzaron un contraataque, en el que afirmaron haber capturado tres posiciones del ejército y Hezbolá. El OSDH reportó que dos de ellos habían muerto. Abu Sakkar, el llamado comandante caníbal —quien se hizo famoso por haber aparecido en un vídeo mientras comía el corazón de un soldado muerto—, se unió a los rebeldes. Según fuentes progubernamentales, el ejército estaba avanzando en la cercana ciudad de Hamidiya, en un intento pro cortar la última línea de abastecimiento rebelde. Un comandante del ELS declaró que el ataque en Hamidiya había sido repelido, pero el OSDH desmintió el hecho.
Un periodista de la Agence France Presse afirmó que la parte este de la ciudad se había convertido en un cuartel militar. Un oficial del ejército le comentó al periodista que el bando leal estaba en la anteúltima etapa de la batalla. De acuerdo al OSDH, el ejército y Hezbolá estaban rodeando y bombardeando a los rebeldes en el norte de la ciudad, hacia donde las fuerzas leales los empujaban deliberadamente. Otro oficial reportó que los rebeldes estaban confinados en un triángulo que une Arjun, al-Dabaa y la parte norte de la ciudad. Una gran cantidad de combatientes rebeldes se replegaron hacia la base aérea de al-Dabaa. El avance del ejército fue descrito como lento y metódico, capturando pequeñas áreas y consolidándolas antes de atacar de nuevo. Dado que el gobierno controlaba las rutas desde y hacia al-Qusayr, la posibilidad de enviar refuerzos a las zonas rebeldes fue casi nula, cosa que fue reafirmada cuando un militante opositor declaró que las unidades en la ciudad no habían recibido apoyo alguno.
Al amanecer del 25 de mayo, el ejército lanzó el más fuerte ataque de artillería desde el inicio de la batalla, dirigiendo sus proyectiles a Hamdiyeh y la base aérea de al-Dabaa. El bombardeo duró entre seis y siete horas, con un promedio de 40 proyectiles cayendo por minuto en la urbe. las fuerzas leales también emplearon al menos dos misiles tierra-tierra. Según fuentes militares y medios estatales, el ejército lanzó un ataque por tres frentes en la ciudad, que fue avanzando bien y causó muchas bajas rebeldes. Un combatiente de Hezbolá comentó a Reuters que los avances se habían ralentizado debido a que los rebeldes plantaban minas antipersona, llegando a decir que «hasta las neveras están minadas».
Según fuentes militares, el ejército y Hezbolá penetraron las líneas de defensa rebeldes en la base aérea de al-Dabaa desde el noroeste e ingresaron a las instalaciones. El OSDH informó que los combates se llevaban a cabo alrededor de la base, mientras que los rebeldes seguían manteniendo el control de la misma, a pesar de que estaba siendo fuertemente bombardeada por las fuerzas leales. Se reportó que se estaba haciendo uso de lanzacohetes múltiples.
El OSDH sugirió que la intensificación de los combates podía explicarse por el deseo de Hezbolá de ganar puntos antes del discurso que su líder, Hassan Nasrallah, debía pronunciar esa tarde, que marcaba el decimotercer aniversario de la retirada de Israel del Líbano. Los rebeldes advirtieron en repetidas ocasiones que iban a atacar objetivos de Hezbolá en territorio libanés si la organización chií no se retiraba de Siria, y solicitaron al gobierno libanés  que pusiera fin a la intervención de Hezbolá en la guerra civil siria.
Según el jefe del OSDH, Rami Abdul Rahman, se creía que las fuerzas del gobierno controlaban buena parte de la ciudad y estaban intensificando sus ataques a la base aérea, pese a las afirmaciones de los rebeldes de ser capaces de repeler los ataques del bando leal en al-Qusayr. Una fuente de Hezbolá dijo que a esas alturas el Ejército y Hezbolá tenían el control del 80% de la ciudad, tras haberse hecho con un 10% durante ese día. También afirmó que la ruta entre la localidad libanesa de Baalbek y la ciudad de Homs fue asegurada.

### Segunda semana
El 27 de mayo, Yara Abbas, una reportera siria, fue asesinada por un francotirador rebelde mientras cubría los combates en la base aérea.
Las fuerzas leales capturaron Hamidiya, y los combates se trasladaron a Haret al-Turkumen, localidad de la que el ejército intentaba apoderarse para sitiar al-Qusayr. Un militante opositor afirmó que el ejército controlaba dos tercios de la ciudad, mientras que otro constató que se impedía la llegada de refuerzos a al-Qusayr, y que estos se habían empantanado en las afueras de la ciudad. Otro militante opinó que solo estaban «luchando y muriendo» y que el asalto no había dado resultados.
El 28 de mayo, una serie de vídeos publicados por rebeldes sugirieron que el ejército y Hezbolá se habían atascado en la parte este de la ciudad y sus alrededores. Un portavoz rebelde afirmó que las fuerzas progubernamentales capturaron el 20% de la ciudad —principalmente edificios de seguridad en el este— mientras que los rebeldes controlaban el resto. Dicho portavoz señaló que, por primera vez, se había logrado perforar el cerco impuesto por la milicia chií, permitiéndoles evacuar varios centenares de no combatientes.
Rami Abdul Rahman comentó a Al Jazeera que la llegada de refuerzos «indica que el régimen se prepara para una gran ofensiva en barrios del norte y oeste de la ciudad, que aún están bajo control rebelde».
Por su parte, el general de brigada Salim Idris declaró que si la Unión Europea no proveía de armas al ELS, sus combatientes perderían el control de al-Qusayr en cuestión de días, añadiendo que las fuerzas rebeldes se hallaban superadas en 3 a 1.
El 29 de mayo, la Fuerza Aérea efectuó seis ataques aéreos sobre partes de la ciudad que aún estuvieran en manos rebeldes. El bando leal se vio reforzado con la llegada de miembros de élite de la Guardia Republicana y más combatientes de Hezbolá, en lo que parecía ser el comienzo de un asalto a gran escala. También se reportó que combatientes libaneses suníes cruzaron la frontera para luchar junto a los rebeldes por la defensa de la ciudad.
Un convoy de 40 tanques y 40 vehículos artillados fue avistado mientras se dirigía a al-Qusayr desde Damasco, aunque los rebeldes intentaron bloquearlo su paso. Mientras tanto, un ataque aéreo sobre un convoy rebelde que intentaba entrar en la ciudad dejó ocho combatientes muertos.
Un médico rebelde reportó cuatro incidentes en los que se habían utilizado productos químicos que «dificultaron la respiración». Las fuerzas del gobierno lanzaron diez ataques aéreos sobre al-Qusayr y Hamidiya. Tres misiles que, en palabras de un rebelde, podían «destruir toda una calle» cayeron en al-Qusayr.
Los medios estatales informaron que, tras cinco horas de combate, las tropas leales capturaron la base aérea. La televisora de Hezbolá Al-Manar emitió imágenes, transmitidas desde su equipo de televisión integrado con el ejército sirio, de los tanques desplegados dentro de la base aérea y soldados caminando alrededor de hangares vacíos. Las fuerzas progubernamentales avanzaron en la cercana ciudad de Dabaa. Tanto el OSDH como un portavoz del batallón Farouq confirmaron la captura de la base aérea al día siguiente. Un combatiente de Hezbolá, que había abandonado la batalla cuatro días antes pero se mantuvo en contacto con los acontecimientos, dijo que el grupo había despejado buena parte de al-Qusayr de presencia rebelde, cosa que fue confirmada el portavoz de Farouq, quien fue citado diciendo: «Hemos sufrido grandes pérdidas». Según el miembro de Hezbolá, la ciudad fue dividida en una grilla de 16 cuadrados, de los cuales habían capturado 13.
El 30 de mayo, los rebeldes confirmaron que al-Qusayr estaba completamente rodeada, ya que no pudieron evacuar a sus alrededor de 700 heridos, 100 de los cuales dependían de asistencia respiratoria. Solicitaron ayuda médica y militar. Un comunicado rebelde decía: «Si todos los frentes rebeldes no se mueven para detener este crimen... pronto estaremos diciendo que hubo una vez una ciudad llamada Qusair.» Varios vídeos publicados en YouTube mostraron que algunas brigadas de refuerzos rebeldes llegaron a las afueras de la ciudad, pero tampoco lograron ingresar a al-Qusayr. El fuego de artillería impactaba cada minuto, mientras el bando leal parecía estar avanzando cada vez más rápido, tras apoderarse de la base aérea.
El OSDH reportó enfrentamientos cerca de las localidades de Shamsi y Arjun. Más tarde, los medios estatales aseguraron que el bando leal había capturado Arjun, reduciendo la posibilidad de los rebeldes de escapar del norte de al-Qusayr. Reuters también informó sobre la captura del pueblo, 6 km al noroeste de la ciudad.
El 31 de mayo, George Sabra afirmó que más de 1.000 rebeldes se trasladaron a al-Qusayr para unirse a los que luchan en la ciudad, a pesar del sitio impuesto por las fuerzas progubernamentales. Sin embargo, el OSDH y un militante opositor que se hallaba dentro de la ciudad declararn que solo se trataba de algunos cientos de combatientes. Al día siguiente, el general Idris dijo que, en total, 300 rebeldes lograron reforzar al-Qusayr, 11 de ellos murieron durante el intento de romper las líneas del ejército cerca de Shamsinn. La Brigada Al-Tawhid anunció vía Facebook que había enviado «cientos» de sus combatientes hacia el noreste de al-Qusayr. No quedó claro si el nuevo flujo fue suficiente para permitir a la oposición recuperar parte del terreno perdido, según el OSDH.
Idris señaló que los rebeldes en la ciudad fueron «en gran medida superados y desbordados» por las fuerzas leales y advirtió de una inminente derrota si Occidente no reaccionaba para ayudarlos. Un médico al norte de al-Qusayr dijo que los rebeldes estaban controlando el 80% de la ciudad, aunque esto no pudo ser verificado de forma independiente. Por su parte, Reuters afirmó que, si bien el bando leal había capturado dos tercios de la ciudad, los rebeldes estaban todavía resistían en el centro.
Idris también declaró que más de 7.000 combatientes de Hezbolá se hallaban presentes en al-Qusayr, aunque parecía muy poco probable, ya que representaría la mayoría del ala militar de la milicia chií, la cual tendría que retirar tropas de la frontera entre el Líbano e Israel. Un doctor reportó ver «muchos» cadáveres de miembros de Hezbolá. Otro médico, llamado Muhammad al-Muhammad, señaló que la entrada de Hezbolá «definitivamente cambió el juego», debido a que los dos años de guerra habían desgastado a los otros bandos.
El ejército atacó un convoy que intentaba evacuar a los heridos de la ciudad, matando a entre 7 y 9 personas e hiriendo a 80. Unos 15 000 civiles permanecían atrapados en la ciudad, con poca comida y agua. Debían esperar entre 3 y 4 días para acceder al agua potable y aquellos que lograron salir de la ciudad lo hicieron pagando «enormes sobornos». Un médico describió cómo el ELS era «simplemente incapaz de controlar la situación» allí. Un comandante de Hezbolá señaló que sus propias aras y tácticas estaban siendo usadas en su contra.
Horas después, la televisión estatal informó de que el bando leal había capturado Jawadiya, aislando completamente a la ciudad. El OSDH también lo confirmó.
El 1 de junio, los rebeldes trataron de lanzar un ataque contra la base aérea de al-Dabaa, mientras que los enfrentamientos se produjeron en la localidad homónima. Pudieron observarse al menos 15 tanques del ejército concentrándose en los puntos al norte de la ciudad, incluyendo el aeropuerto y Jawadiya.

### Tercera semana
El 2 de junio, la Fuerza Aérea lanzó seis ataques aéreos contra las áreas de la ciudad en manos rebeldes, según militantes. La Cruz Roja Internacional pidió un alto el fuego para permitir la evacuación de heridos y civiles, y de ser posible, permitir también la ayuda a los civiles que aún permanecían en la ciudad. Algunas agencias de la ONU también expresaron su preocupación por los civiles en la ciudad. La Alta Comisionada de la ONU para los Derechos Humanos, Navi Pillay, declaró entonces que existía «una necesidad urgente de evacuación inmediata para el tratamiento médico de emergencia». El Consejo de Seguridad de la ONU debatió un proyecto de moción en el que se mencionaba «grave preocupación por la situación en Qusayr... [y] el impacto sobre la población civil de los combates en curso». Rusia vetó la moción, sobre la base de que el Consejo de Seguridad «no habló cuando los rebeldes tomaron la ciudad en 2012». La ONU estimó que 1500 heridos necesitaban ser inmediatamente evacuados. Según Associated Press, los heridos estaban siendo tratados en casas particulares después de que el hospital principal hubiera sido destruido y un esfuerzo de evacuación previo se fuera a pique al ser atacado un convoy. Mientras tanto, se informaba que el bando leal recibía cada vez más refuerzos. El gobierno sirio confirmó que permitiría el acceso a la Cruz Roja Internacional a la ciudad, sin embargo. solo «inmediatamente después del final de las operaciones militares», en palabras del canciller sirio Walid Muallem.
Según un militante opositor, Hezbolá cortó el suministro de agua corriente a la ciudad tras hacerse con la planta potabilizadora. Asimismo, el grupo libanés cambió la política de rotación de sus combatientes en al-Qusayr, en vez de 7 días de servicio activo y 7 de licencia, ahora debían luchar por 20 días, manteniéndose los 7 de licencia. Los rebeldes también llevaron a cabo ataques de distracción en las posiciones del gobierno al norte de la ciudad de Homs, cerca de Rastan, pero fueron repelidos con grandes bajas, como en la ciudad alauí de Kafr Nan, en donde perdieron a 28 de sus combatientes. Los rebeldes intentaban crear un segundo frente mediante ataques de sondeo.
El 3 de junio, la militancia rebelde afirmó que se había repelido una avanzada del bando gubernamental, lo que resultó en la destrucción de tres tanques y la muerte de «docenas» de soldados leales. El coronel rebelde Abdul Jabbar Akidi, jefe del Consejo Militar de Alepo, logró infiltrarse en la ciudad, mientras que Abdulqader Saleh, comandante de la Brigada Tawhid, estaba en camino. Tres misiles tierra-tierra fueron lanzados hacia la ciudad por las tropas gubernamentales. Los combates aún continuaban en las localidades de Dabaa —ya mayormente controlada por el gobierno— y Jouadiyah, que aún seguía en manos rebeldes. Los militantes confirmaron la captura de Borak y Arjoun por parte del bando leal.
Las fuerzas leales estaban avanzando y acercándose a un hospital de campaña ubicado en el centro, que servía como reemplazo del principal centro de salud de la urbe, luego de que este fuera destruido al comienzo de la batalla. Los militares habían construido plataformas en el río Orontes para acelerar el movimiento de sus tropas. Un rebelde opinaba que el Ejército y Hezbolá intentarían asaltar el último bastión rebelde en el norte de al-Qusayr al final de la semana. Al final del día, la cadena libanesa Al-manar reportó que las fuerzas gubernamentales habían capturado las partes sur y oeste de la ciudad. Según un comandante rebelde, Oraba Idris, la artillería gubernamental había forzado a los rebeldes a retirarse de varias áreas, y el bando leal había capturado el 50% de la ciudad. El OSDH también informó sobre la captura de la municipalidad por parte de las fuerzas del gobierno en el centro de la ciudad.
El Ejército sirio recuperó el control de la ciudad el 5 de junio. Los rebeldes afirmaron que se habían retirado de la ciudad. Un combatiente de Hezbolá aseguró que la recaptura de la ciudad se había producido en una rápida ofensiva nocturna, posibilitando que algunos de los rebeldes lograran retirarse. Una fuente militar dijo que el Ejército estaba llevando a cabo operaciones de rastrillaje en los barrios al norte de al-Qusayr. Según los informes, los rebeldes se habían retirado al norte de la localidad de Dabaa, que todavía estaba parcialmente bajo dominio opositor.
La retirada de los rebeldes, en la tarde del 4 de junio, fue al parecer parte de un acuerdo informal según el cual las fuerzas progubernamentales les darían salvoconducto. Esto permitió que el bando leal ingresara a la ciudad sin encontrar resistencia a la mañana siguiente.
El 6 de junio, las fuerzas gubernamentales continuaron atacando Dabaa y el este de Bweida, muriendo al menos 15 rebeldes en los enfrentamientos, según el OSDH. Las operaciones de limpieza que se ocupaban de los últimos reductos rebeldes aún tenían lugar en al-Qusayr.
El comandante rebelde Abdel Jabar al-Okaidi, que dirigía un convoy de refuerzos desde Alepo a al-Qusayr, comentó: 

«[la potencia de fuego utilizada por el gobierno sirio] ...fue abrumadora. Nunca vi algo así en mi vida.»

## Reacciones
- Irán — En un comunicado oficial, el gobierno de Irán felicitó al pueblo sirio por su victoria.